# Joan Lag
Joan Lag (fl. 1190-1235) è stato un trovatore o joglar occitano minore noto solo per aver composto una tenso (Qui vos dara respieg, Dieus lo maldia) insieme a un certo Eble, identificabile secondo gli studiosi con Eble de Saignas o forse Eble d'Ussel.

## Fonti
- Trobar, Joan Lag {PC 267}, su tempestsolutions.com. URL consultato il 24 marzo 2013.
- Trobar, Eble {PC 127}, su tempestsolutions.com. URL consultato il 24 marzo 2013.